# 「拒絕紅色媒體、守護臺灣民主」遊行
「拒絕紅色媒體、守護台灣民主」遊行是指在2019年6月23日，於中華民國臺北市凱達格蘭大道舉行的大型集會遊行又稱623凱道集結。這次活動由成吉思汗健身俱樂部「館長」陳之漢、及時任時代力量立法委員黃國昌號召，並有數萬名民眾參與示威遊行。是反紅媒運動之一。
遊行的目的是反對中國共產黨、拒絕“親中媒體”、“中天新聞”滲透、守護臺灣的民主與自由，同時聲援香港反對《逃犯條例》修訂草案的運動。遊行還呼籲中華民國國家通訊傳播委員會強力執法，也要求立法院亦應盡速完成相關法案的修法。這場集會遊行亦引起中華民國總統蔡英文的關注。

## 遊行背景

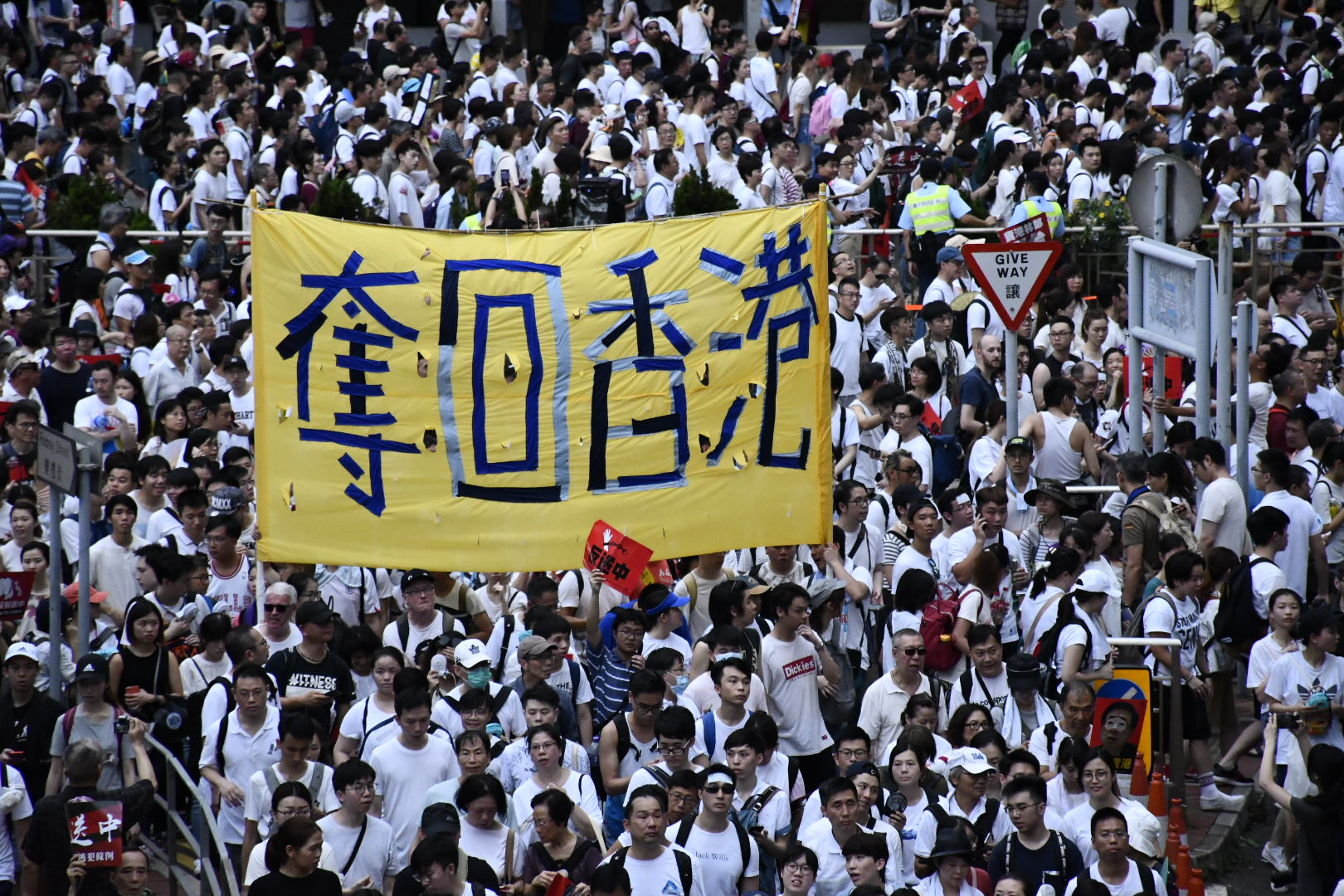
2019年，香港反對《逃犯條例》修訂草案的運動，成為這次遊行的起因之一。

随着中华人民共和国影响力日益增长，不少人士都对其對外宣传抱有不信任心态。2009年《南华早报》等媒体开始报道中国共产党政府计划投资450亿元加强国家公关能力，当时的媒体人何清涟用「大外宣」一词形容，表達了外界对于中华人民共和国扩张媒体影响力、影响国际舆论的担忧。海峽對岸的中華民國（台灣）的媒體、生活等層面面臨影響。其中，由蔡衍明掌控的旺旺中時媒體集團、及其旗下的《中國時報》報系、中視與中天電視，被認為是親中媒體。早在2012年，臺灣便爆發反媒體壟斷運動。時代力量立法委員黃國昌則認為，中華人民共和國政府透過旺旺中時媒體集團影響臺灣人民，並且破壞臺灣的民主。
與此同時，部分假新聞議題也被認為是源於中華人民共和國的操作，並在中華民國引起討論。相對於中華人民共和國全面加強對於中華民國的「統一戰線」工作，中華民國本身則存在著統一和獨立的認同差異，以及泛藍與泛綠的分歧；部分人士希望成為「中華人民共和國人」，並認為可以藉此獲利，這造成中華民國難以抵抗「中國因素」的影響。為了有效因應中華人民共和國的滲透，何清漣認為有立法的必要性，吳介民則主張應同時建構「民主防火牆」與經濟轉型。不過張錦華則指出，一般人並未認知到中華人民共和國已經對中華民國的民主自由造成影響，並且擴大至國家安全層級。
2018年年底，民主進步黨在地方公職人員選舉中失利。隔年3月，中華民國國家通訊傳播委員會收到民眾對於中天電視的申訴，認為其報導過多有關高雄市市長韓國瑜的新聞。5月10日，對於擁有媒體的財團接受中華人民共和國的資金，中華民國總統蔡英文要求盡速完備反滲透、反「統一戰線」的機制。到了6月19日，立法院已先後完成《中華民國刑法》、《國家機密保護法》、《國家安全法》的修法工作。與此同時，《中國時報》和中天電視較少報導有關香港民眾反對《逃犯條例》修訂草案的集會遊行的新聞，且明確支持修訂條例的立場。
2019年3月，何清涟出版了《紅色滲透：中國媒體全球擴張的真相》，認為中國共產黨政府長期以來對島內媒體进行收買與滲透，為眾多媒體學者引用，此後「紅色滲透」、「紅色媒體」等說法開始大肆流行，引發民眾不滿與擔憂。2019年5月，一些中華民國媒體獲邀前往北京市，並由中國人民政治協商會議全國委員會主席汪洋接見，從而引發爭議。同年3月份開始的香港反送中運動，也在其中催化了台灣民眾的紅色恐懼情緒，自6月份起香港衝突的惡化也令台灣島內對於中華人民共和國當局的恐懼與不滿進一步加深。

## 籌備規劃

### 遊行準備
2019年6月11日，因為不滿部分臺灣媒體未報導香港反對《逃犯條例》修訂草案的遊行，成吉思汗健身俱樂部「館長」陳之漢邀請時代力量立法委員黃國昌等人，聯合舉辦「紅色媒體滾出臺灣」遊行。6月12日上午，為了舉辦這場遊行，黃國昌取得總統府前的凱達格蘭大道路權。同日晚間，陳之漢在網路直播中透露，黃國昌將舉行反對「親中媒體」的集會，自己亦會到場。6月13日上午，黃國昌在Facebook上發文做出回應，確定會與陳之漢號召舉辦「拒絕紅色媒體、守護台灣民主」遊行活動。6月14日，陳之漢也在Facebook和網路直播上，宣布將共同舉辦遊行。
這次集會的理念訴求包括：反對中國共產黨的極權主義；拒絕親中媒體（又被稱作「紅色媒體」）滲透，為特定政黨或個人服務；以及守護臺灣的民主與自由。為了拒絕中華人民共和國透過「紅色媒體」滲透和威脅，遊行要求國家通訊傳播委員會等行政部門在符合言論自由的前提下強力執法，履行對於廣電媒體的執照換發，及未履行發放或更換執照責任的撤銷、裁罰等職權。其還要求立法院盡速排審相關的草案修法，防範中華人民共和國透過媒體滲透、分化及散播假消息。遊行還聲援香港的反對《逃犯條例》修訂草案運動。
到了6月16日，黃國昌與陳之漢向民眾發起募款，在1天內順利達到目標，成功募集到新臺幣190萬元。為了強化社會上對於紅色媒體的輿論壓力，黃國昌持續地批評旺旺中時媒體集團。6月18日，黃國昌前往國家通訊傳播委員會，要求撤銷中天新聞臺的執照，不過國家通訊傳播委員會擔憂此舉會產生負面效應。隔日，國家通訊傳播委員會以沒有落實獨立審查人制度為由，向中天電視進行開罰，黃國昌則批評該罰款額度不會產生影響。在這期間，公共電視文化事業基金會製作一系列「記者真心話」。

### 參與邀請
這次遊行廣泛發送邀請函，邀請各個主要政黨的中華民國總統參選人與政黨代表參與活動。最初中國國民黨提名選舉參選人郭台銘計劃參加遊行，但遭部分名嘴質疑是為了在提名選舉中勝出，配合臺灣獨立運動者「抹紅」同黨的韓國瑜。後來郭台銘表示擔心自己的出現會搶走媒體焦點，便不會參加這次的遊行；但是他仍支持拒絕以媒體操控民主的遊行理念，並認為臺灣不需要「中奸媒體」。
前新北市市長朱立倫則表示臺灣是言論自由的社會，不應該因為媒體的「親中」或「臺獨」立場展開抗議。張亞中認為民主國家保障言論自由、媒體亦會有特定立場，黃國昌等人應該向法院提出「紅色媒體」的證據控告，而不是隨意對媒體「抹紅」。而在6月16日，時任臺北市市長柯文哲和陳之漢共同進行網路直播，討論「統一戰線」問題；其後柯文哲接受訪問，表示自己是「對於假新聞非常有意見」。
到了6月20日，蔡英文則是透過Facebook指出，背叛國家、傷害臺灣人民者便應該受到最嚴厲的處分，並且不會放任他人惡意傷害臺灣的自由。而由於支持反滲透的主張，民主進步黨發言人李晏榕表示該黨決定派遣代表參加遊行。到了6月23日上午，民主進步黨中央黨部秘書長羅文嘉透過Facebook貼文，指出臺灣要有更為嚴謹的防衛性民主機制，並且會前往凱達格蘭大道的現場。相對地，中國國民黨立法委員陳學聖則認為，民主進步黨不應該沒有證據地「抹紅」媒體，並以此操作選舉。

## 活動經過

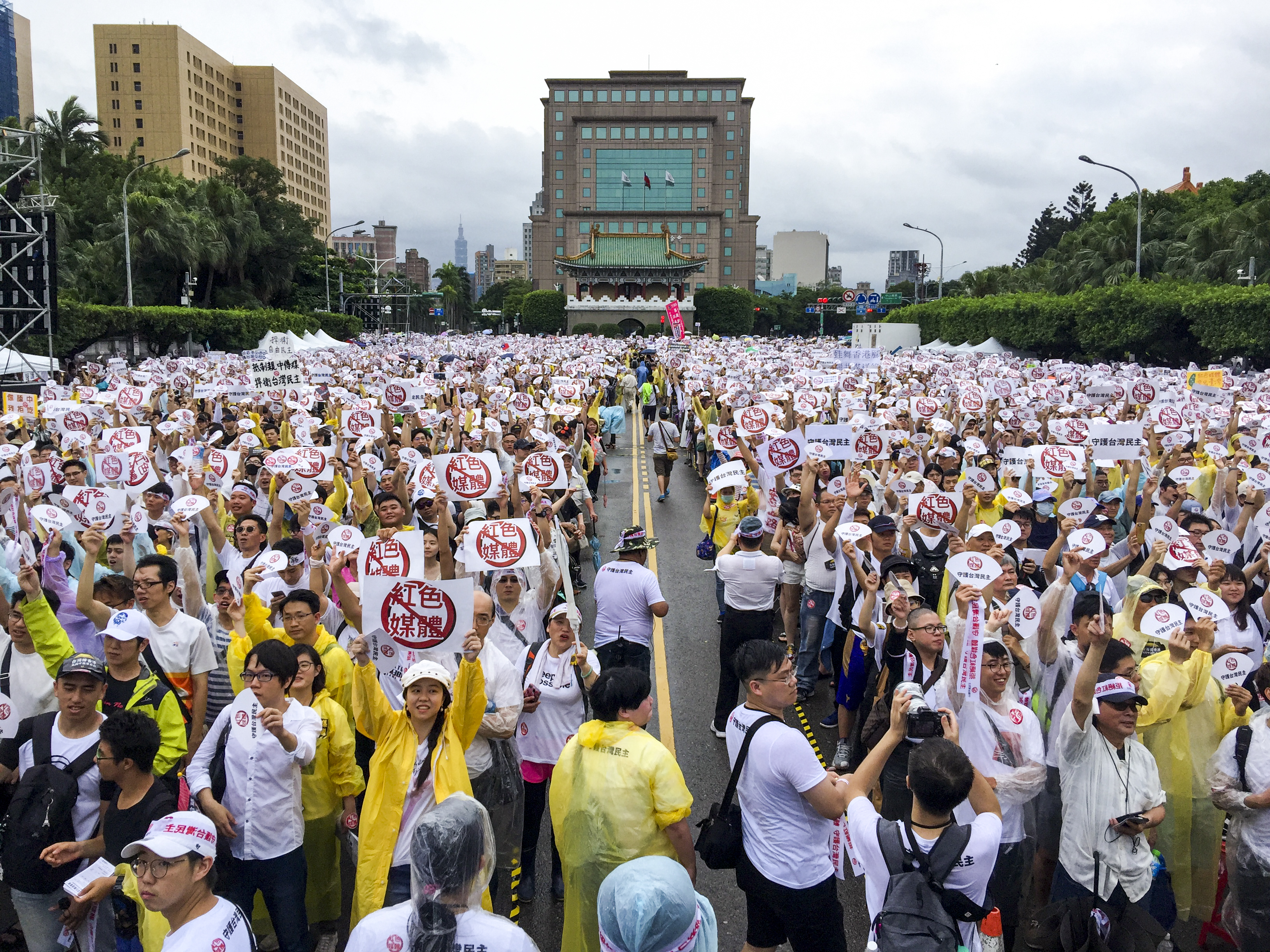
2019年6月23日，上萬名民眾聚集在凱達格蘭大道，參與「拒絕紅色媒體、守護臺灣民主」遊行。

2019年6月23日凌晨0時，臺北市政府警察局中正第一分局開始對凱達格蘭大道實施交通管制，管制車輛的通行。因應這次遊行，臺北市政府警察局出動220名警力，主要負責現場安全維護、及周邊交通疏導管制措施等。下午2時，凱達格蘭大道開始舉行「拒絕紅色媒體、守護台灣民主」大遊行。這次集會並沒有安排動員、遊覽車和便當等措施，由民眾自發地前往凱達格蘭大道。大批年輕群眾穿著雨衣或撐傘，冒著大雨參與示威遊行活動，共同反對親中媒體。
為了與韓國瑜的造勢活動有所區別，這次遊行要求支持者穿著白色上衣。許多民眾高喊「拒絕紅色媒體、守護台灣民主」、「紅色媒體滾出台灣」等口號，並手持或在臉頰貼上標語，亦有年輕人裝扮成「小熊維尼」。集會人潮從凱達格蘭大道的活動舞臺，一路蔓延臺北府城東門圓環的周遭地區，並延伸至中山南路與中山北路等地。其中，遊行的演講者和時代力量立法院黨團表示現場大約有10萬人至35萬人，而臺北市政府警察局則估算約有2萬人。
這次活動除了有黃國昌、陳之漢出席外，還邀請到失眠星球頻道樂團、曾瘦瘦與吉他手家宏演出。而包括公民教師黃益中、導演李惠仁、名嘴姚立明、民主進步黨立法委員王定宇、時代力量立法委員徐永明、銅鑼灣書店創辦人林榮基、前行政院院長游錫堃（現任立法院院長）、臺北市議員苗博雅和邱威傑、民主進步黨中央黨部秘書長羅文嘉、時代力量主席邱顯智等人也出席這次活動，並輪流上臺演講。屏東縣議員蔣月惠亦特別到場聲援。
其中，姚立明表示反對「紅色媒體」並不是侵犯言論自由，且自己不再接受相關媒體的訪問。王定宇則主張要把保護臺灣的機制建立起來。而在林榮基上臺致辭時，提到自己反對中華人民共和國的「紅色媒體」，並認為應該要反制旺旺中時媒體集團和中天電視。陳之漢則強調網路紅人也有「祖國」，而中華民國已經被中華人民共和國滲透，例如中天電視便在「洗腦」民眾。黃國昌則向群眾喊話，首先批評韓國瑜是「權力中毒」，並呼籲民眾監督立法委員審議《反境外敵對勢力併吞滲透法》等相關法案。

## 造成影響

### 獲得關注

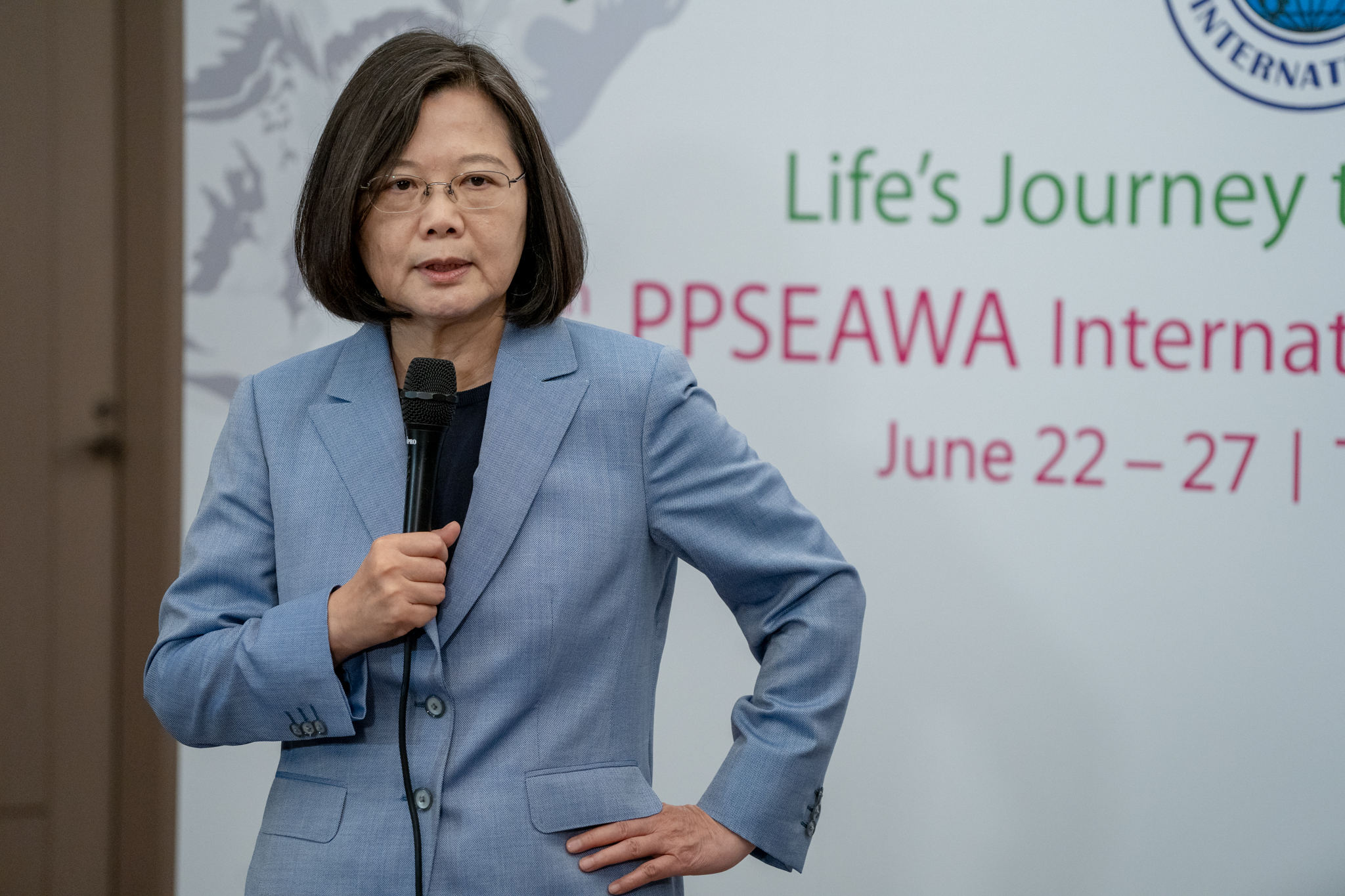
這次遊行引起中華民國總統蔡英文的關注與支持。

這場遊行引起中華民國總統蔡英文的關注與支持，表達其對於中華人民共和國滲透和威脅媒體的憂心。她先是透過臉書貼文指出，將會通過行政、立法多種手段，共同把錯假訊息從臺灣社會移除。而在出席泛太平洋暨東南亞婦女協會（PPSEAWA）年會開幕致詞後，她則接受媒體聯訪，並且感謝陳之漢及發起這項活動的所有人。她還表示這次遊行活動代表中華民國社會對於中華人民共和國滲透媒體的憂慮，並相信能夠提高社會的警覺性。
行政院發言人谷辣斯·尤達卡則表示，對於中華人民共和國從各方面的滲透與圍堵，將會持續強化國家安全與守護民主價值。對於這次反對親陸媒體的遊行，國家通訊傳播委員會則表示撤銷執照必須慎重，將會督導廣電媒體落實新聞專業，並持續監督中天電視的營運。而針對自身相關的質疑，中天電視和《中國時報》則未回應。而學者賴祥蔚則認為這次反對「紅色媒體」的運動是為了打擊中天電視，並批評黃國昌「特別關心」的舉動是一種「霸凌」。
這次民主進步黨由中央黨部秘書長羅文嘉親自出席遊行，引起民主進步黨與時代力量合作的聯想。羅文嘉除了感謝參加遊行的成員捍衛臺灣的民主與自由外，並表示民主進步黨在「抗中保臺」的大目標下，願意與任何政黨、個人、組織進行最誠懇的合作。民主進步黨內部亦分析，對於後續選舉能否守住臺灣的主權問題，選民仍然需要一個品牌來支持，而民主進步黨便必須「當第一品牌」。

### 質疑批評
中國國民黨立法院黨團總召曾銘宗認為應明確指出媒體的違法作為，而不是在沒有具體事證下做出指控，並呼籲民眾用選票反對黃國昌。韓國瑜亦批評這次遊行抗議已經侵犯媒體的第四權與監督權力，認為需考量媒體的市場考量和人民的自我判斷能力，並呼籲結束對其的「抹黑」。前行政院院長張善政則表示媒體本身便有立場，且有「紅色媒體」便有「綠色媒體」，過去亦沒有人因而發起遊行。媒體人陳國祥則表示在民主與自由的社會，「任何顏色的媒體」都擁有經營自由，政府只能尊重與包容各種言論立場，而無權懲治。
《中國時報》認為黃國昌是因為民主進步黨計劃推派自己的立法委員候選人，為了延續政治生命發展才發起遊行行動，並透過抨擊旺旺中時媒體集團來增加個人聲勢。而對於民主進步黨參與遊行，《中國時報》表示這是蔡英文政府為了掩蓋執政無能與在總統選舉中延續政權，「抹紅」媒體監督，並操作輿論製造對立、破壞民主體制。同時還批評公共電視文化事業基金會屬於台灣公共廣播電視集團，未能維持中立原則、立場偏頗，並且攻擊特定媒體。
中華人民共和國國務院臺灣事務辦公室新聞發言人安峰山在回應此事時表示，民主進步黨政府和臺灣獨立運動勢力刻意阻止海峽兩岸之間相互了解，並對客觀報導中國大陸真實情況及支持雙方和平發展的媒體進行「抹黑抹紅」、煽動圍攻，並對其進行打壓迫害。同時，還有人質疑這次遊行沒有展示中華民國國旗，陳之漢則在網路直播中反嗆「帶國旗才是愛國」的說法。
BBC中文認為，台灣「反紅媒」抗議凸顯世代對立的信任危機。一位24歲簡姓同學告訴BBC中文，「我是瞞著父母過來的」，「紅色媒體」長年刻意「誘導」他父母，讓他已經無法與父母溝通。「反紅媒」浪潮中聚焦顯現出的似乎也正是1987年解嚴前與解嚴後兩代人之間，在歷經信息革命時展現出的認知對立與分歧。

### 立法規劃
針對「中國共產黨代理人」、「通敵媒體」部分的規範，民主進步黨立法院黨團總召柯建銘表示將在下個會期，針對《臺灣地區與大陸地區人民關係條例》、廣電三法、假訊息等提出相關修法。其中，民主進步黨立法院黨團對《臺灣地區與大陸地區人民關係條例》提案，禁止中華民國人民成為中華人民共和國黨政軍機關或其派遣人的代理人，危害國家安全或社會安定，最重處3年以下有期徒刑或併科500萬元以下罰金。
而針對國家安全相關法規的修訂，時代力量立法院黨團則是提出「民主防衛四部曲」，其中除了已經修正通過的《國家安全法》外，還有廣電三法修正草案、《臺灣地區與大陸地區人民關係條例》修正草案、《反境外敵對勢力併吞滲透法》草案。時代力量立法院黨團總召徐永明還表示，願意與民主進步黨立法院黨團共同研議修法的策略。對於民主進步黨和時代力量以防止假訊息提出修法，曾銘宗則批評是搞錯方向。

## 外部連結
- （繁體中文） 拒絕紅色媒體 守護台灣民主的Facebook專頁